# Neomaladera barbara
Neomaladera barbara är en skalbaggsart som beskrevs av Lucas 1846. Neomaladera barbara ingår i släktet Neomaladera och familjen Melolonthidae. Inga underarter finns listade i Catalogue of Life.